# Ghazaros Aghayan
Ghazaros Aghayan (Ղազարոս Աղայեան en armenio) (Bolnis-Jachen, antiguo Imperio ruso, hoy Georgia, el 5 de abril de 1840 - Tiflis, Georgia el 20 de junio de 1911), fue una figura pública de Armenia.
A lo largo de su vida fue cambiando de carrera y de profesión: fue trovador, cazador, empleado de fábrica y granjero antes de participar del renacimiento de la vida cultural e intelectual de Armenia del siglo XIX con Mikael Nalbandian.
Aghayan promovió la democratización de la educación en su país y demandó eliminar la incluencia de los clérigos en la misma. Promotor también de la lengua armenia, escribió libros de texto, gramáticas y desarrolló técnicas para su enseñanza.
Ghazaros Aghayan es el bisabuelo materno del escritor y director de cine ruso Anatoliy Eiramdzhan y suegro del pintor Martiros Saryan.

## Obras
- 1867 - Arutiun and Manvel (novela autobiográfica)
- 1872 - Two sisters (novela social)
- 1875 - Maireni lezu
- 1888 - Torg-Angeh (poemas)
- 1893 - The Main Events of My Life  (memorias)
- 1881 - Anait (cuentos)
- 1887 - Aregnazan (cuentos)
- 1904 - The fairy tales of grandmother Gulnaz (cuentos)
- 1908 - Arevik (libro educativo)